# Галати-Мамертино
Галати-Мамертино (итал. Galati Mamertino) — коммуна в Италии, располагается в регионе Сицилия, подчиняется административному центру Мессина.
Население составляет 3127 человек, плотность населения составляет 80 чел./км². Занимает площадь 39 км². Почтовый индекс — 98070. Телефонный код — 0941.
Покровителем коммуны почитается святой Иаков Старший, празднование 25 июля.